# Linnaeus Hammarby
La Linnaeus Hammarby es la casa museo donde vivió Carlos Linneo en las temporadas estivales y un pequeño jardín botánico que se encuentra cerca de Upsala en Suecia.

## Localización
"Linnaeus Hammarby", se ubica a 15 km al sureste de Uppsala cerca de "Edeby", fue la residencia de verano de Linneo.
Linnaeus Hammarby, Uppsala universitet trädgården, Villavagen 8, Uppsala, Uppsala län S-755 98 Sverige-Suecia
Planos y vistas satelitales.59°49′3″N 17°46′35″E / 59.81750, 17.77639
Otros jardines botánicos de Uppsala son el "Jardín Linnaeus en Uppsala" (Linnéträdgården), que es jardín botánico satélite del central Jardín botánico de la Universidad de Uppsala.

## Historia
La pequeña finca Hammarby, con una casa de madera del siglo XVII fue comprada por Carl Linnaeus en 1758. Quiso una granja en el campo en donde podría pasar los veranos junto con su familia, lejos de los cuartos malsanos de Uppsala.
La casa principal de Linnaeus tiene dos plantas, un ático y un sótano bajo la parte de la casa. La casa está construida con troncos horizontales. Dentro de la casa, se distingue el viejo papel pintado, con diseño floral en rojo oscuro, dorado y blanco. Probablemente, el papel pintado se hizo en 1880.
En el mismo lugar hay otros dos edificios, uno en el ala este y otro en el ala oeste. El primer edificio (ala este) era la panadería y la cervecería y en el segundo (ala oeste) fue probablemente la vivienda de los trabajadores.
La familia permanecía allí cada verano pero a la muerte de Linnaeus en 1778 en que la finca se convirtió en una residencia permanente para su viuda Sara Elizabeth Linnaeus.
En Hammarby hay un número de objetos relacionados con la familia de Linnaeus. Las partes significativas del trabajo del inventario y de arte han estado allí desde los días de Linnaeus mientras que el resto fue adquirido por la familia después de su muerte.
Los objetos relacionados con Linnaeus también fueron adquiridos más adelante, a través de regalos de parientes o de compras. La finca estuvo en poder de la familia hasta que el estado sueco la adquiriera en 1879.
En una reunión que tuvo lugar en Hammarby, el 23 de mayo de 1917, con motivo del 210.º cumpleaños de Carl Linnaeus, fue fundada la Sociedad Lineana Sueca.
Actualmente, Hammarby es la sede de la Sociedad Lineana Sueca, y se conserva como casa museo de Carlos Linneo con sus pertenencias de muebles y obras originales que reflejan la vida privada de Linnaeus así como su trabajo científico. Su jardín se ha convertido en un pequeño jardín botánico donde se cultivan las plantas que Linneo cultivaba en vida.
En 1935 el museo fue declarado monumento histórico y es administrado por el Consejo Nacional de la Propiedad y la finca está actualmente administrada por la Universidad de Uppsala.

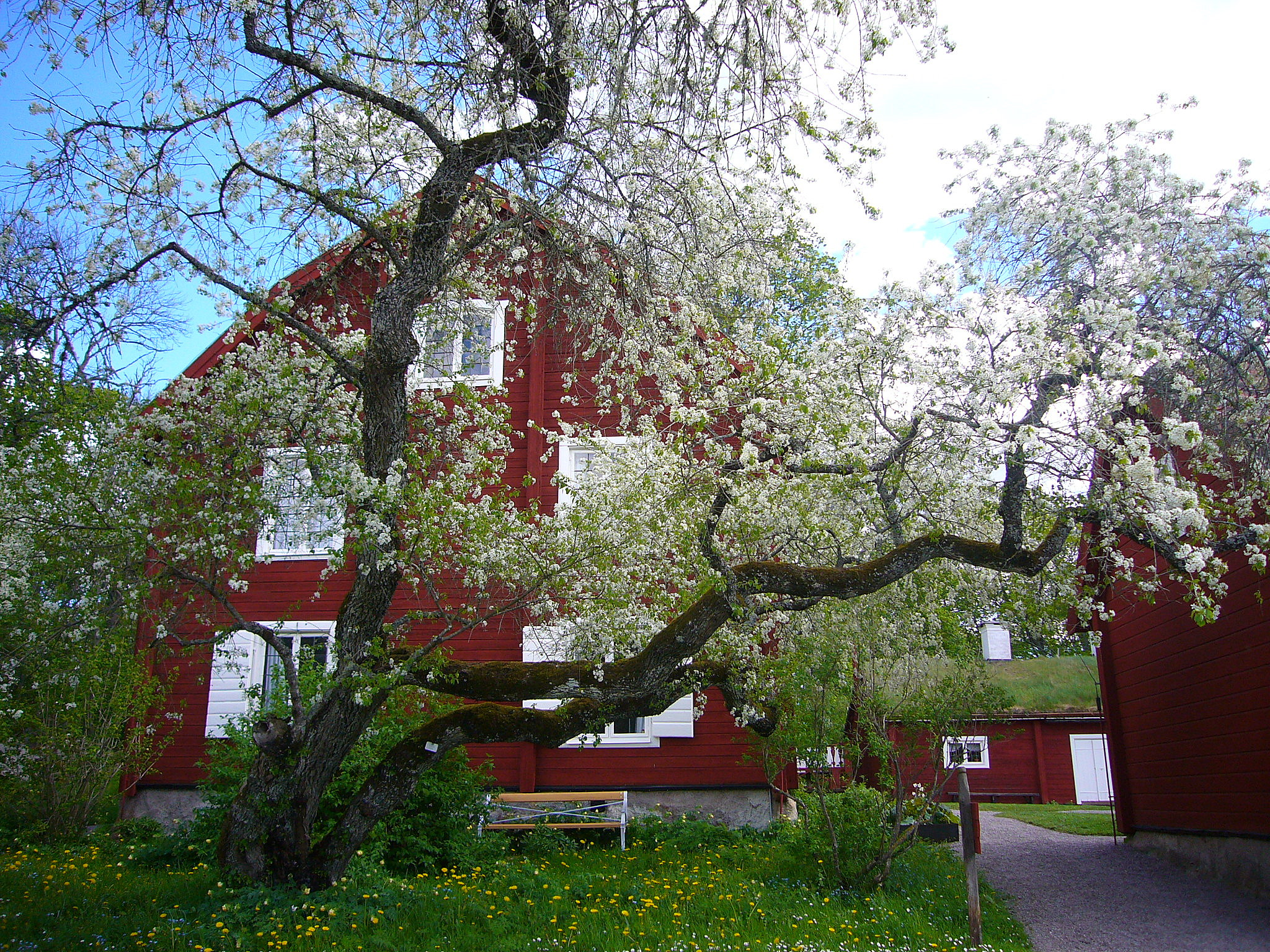
Vista fachada casa principal.
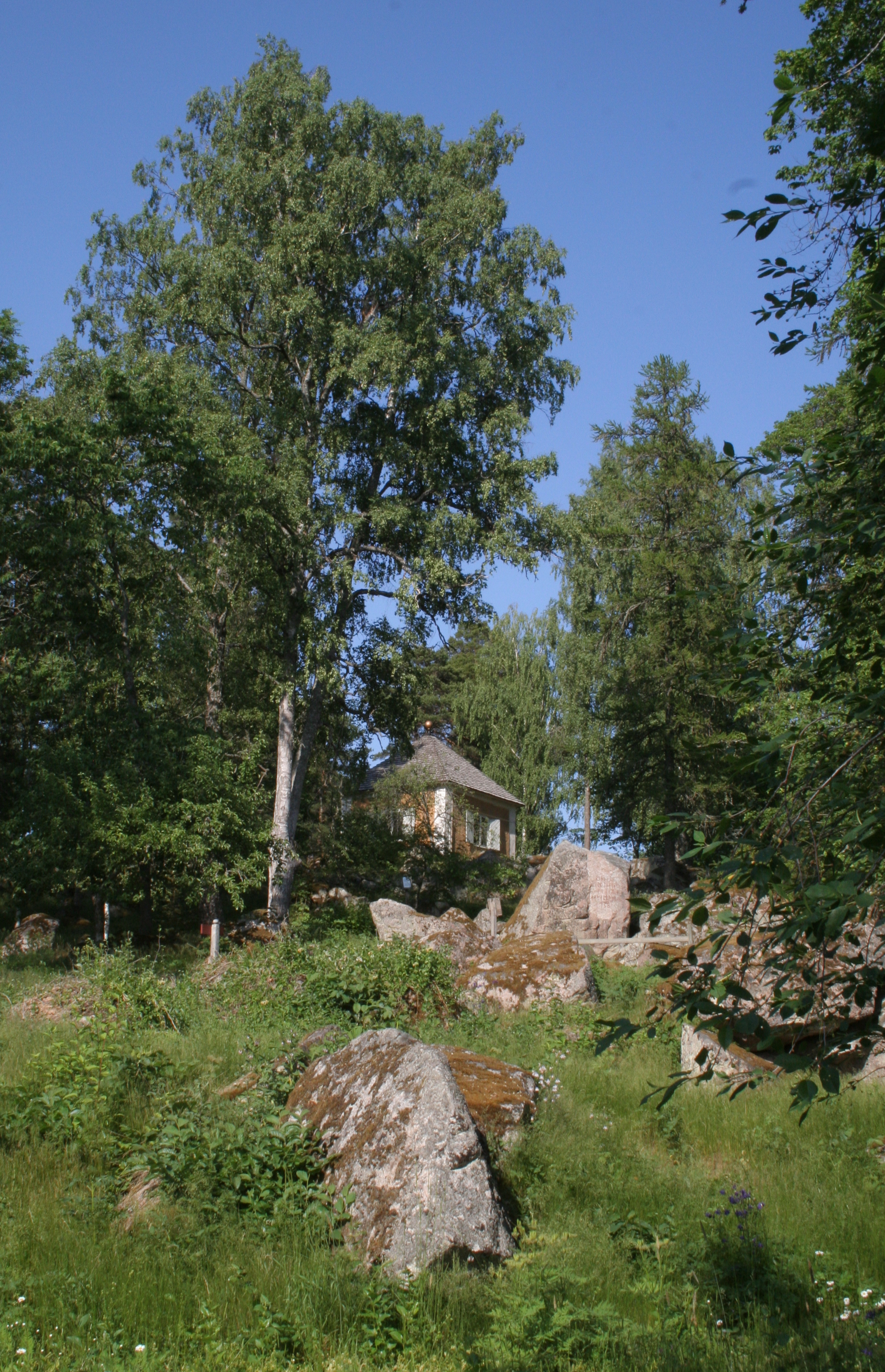
Zona del jardín de Linnaeus Hammarby.
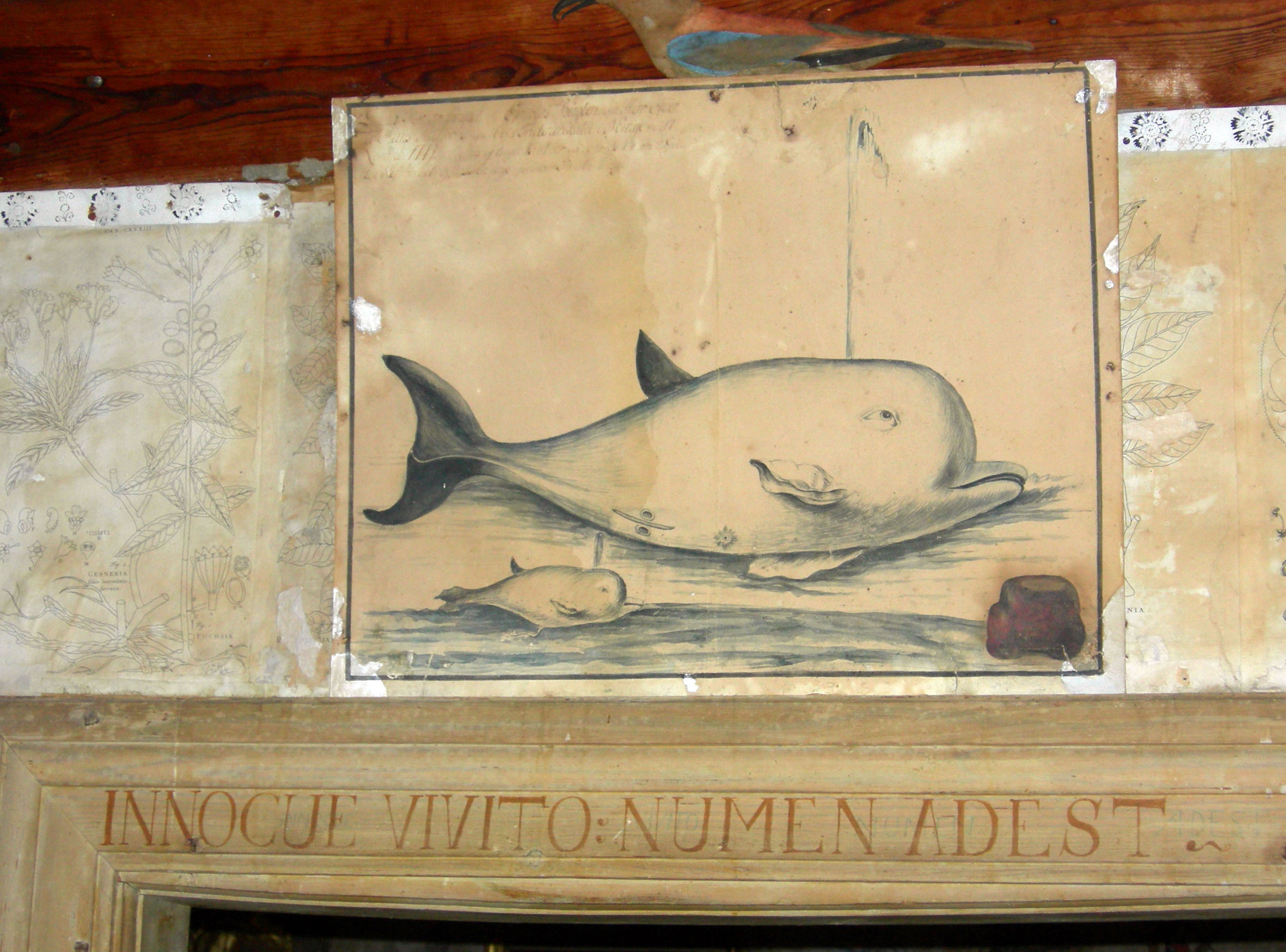
En la puerta.
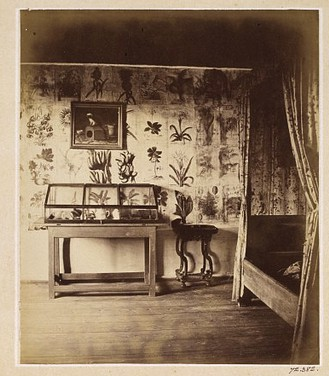
El dormitorio.
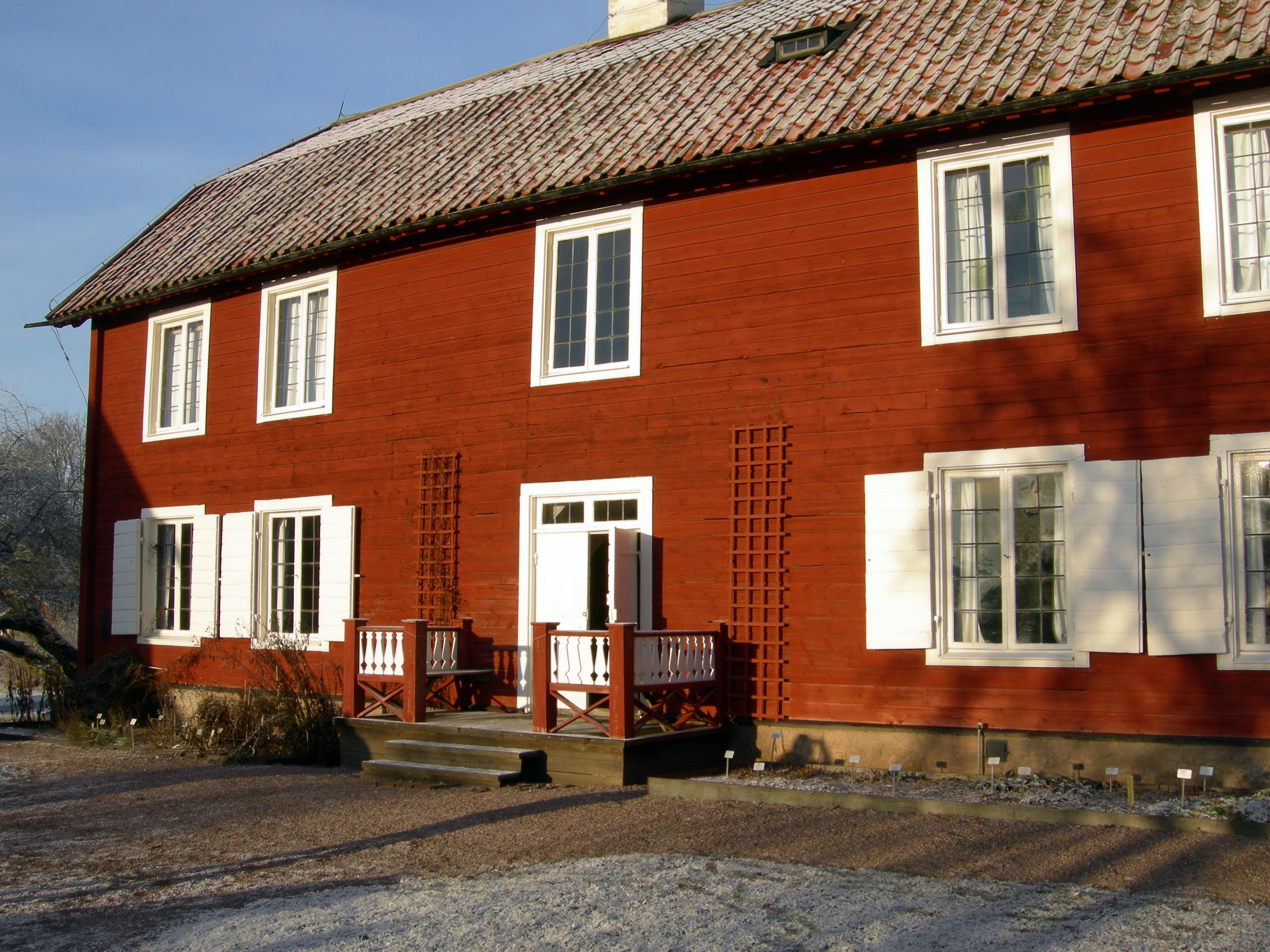